# Brič (Chorwacja)
Brič (wł. Briz) – wieś w Chorwacji, w żupanii istryjskiej, w mieście Buje. W 2011 roku liczyła 13 mieszkańców.